# Псахаропулос, Никос
Ни́кос Псахаро́пулос (греч. Νίκος Ψαχαρόπουλος, англ. Nikos Psacharopoulos, имя при рождении — Нико́лас Константи́н Афана́сиос Псахаро́пулос VII (англ. Nickolas Konstantin Athanasios Psacharopoulos VII); 18 января 1928, Афины, Греция — 12 января 1989, Сент-Джон, Виргинские Острова США) — американский театральный продюсер, режиссёр и педагог, профессор Йельской школы драмы. Один из основателей Уильямстаунского театрального фестиваля.

## Биография
Родился 18 января 1928 года в Афинах (Греция).
По утверждению самого Псахаропулоса, свою первую театральную труппу он создал в возрасте 15 лет в Греции — в годы, когда страна находилась под нацистской оккупацией.
В 1947 году иммигрировал в США.
В 1951 году окончил Оберлинский колледж со степенью в области искусствоведения. Руководил постановками для «Оберлинских лицедеев» (Oberlin Mummers) в этом учебном заведении.
В 1954 году получил степень магистра изящных искусств в области театральной режиссуры в Йельской школе драмы.
С 1955 года и до самой смерти преподавал студентам театроведческого факультета, а также магистрантам Йельской школы драмы.
В 1955 году стал соучредителем Уильямстаунского театрального фестиваля (WTF) — летнего театра в кампусе Колледжа имени Уильямса (Массачусетс). На протяжении 33 лет был единственным художественным руководителем WTF. Под руководством Псахаропулоса WTF специализировался на постановках произведений Антона Чехова и Бертольта Брехта, а также многих всемирно известных американских драматургов, таких как Теннесси Уильямс, Торнтон Уайлдер, Артур Миллер и Арчибальд Маклиш. Часто совершал поездки между Грецией и Нью-Йорком, своим основным местом жительства, где организовывал показы театральных постановок с участием Circle in the Square Theatre, New York Pro Musica и Нью-Йоркской городской оперы.
Мировая известность и международная репутация Псахаропулоса привлекали многих известных актёров для выступления с WTF. Среди них были: Фрэнк Ланджелла, Кейт Бертон, Розмари Харрис, Блайт Даннер и Коллин Дьюхерст. Многие режиссёры и руководители американского театра были вдохновлены управленческой деятельностью Никоса (так всегда называли Псахаропулоса). Ежегодно он выбирал помощника из числа своих студентов Йельской школы драмы для работы в WTF. Одним из учеников Псахаропулоса был актёр и кинорежиссёр Тони Спиридакис.
Умер 12 января 1989 года от колоректального рака в возрасте 60 лет на острове Сент-Джон.